# Спинози, Жан-Кристоф
Жан-Кристоф Спинози́ (фр. Jean-Christophe Spinosi; род. 2 сентября 1964 года) — французский скрипач и дирижёр.

## Биография и творчество
Широко концертирует с 1987 года. В 1991 году основал «Квартет Матеус», с которым двумя годами позже выиграл международный конкурс в Амстердаме. Затем квартет вырос в камерный ансамбль Матеус, специализирующийся на музыке XVIII века, с которым Спинози выступает уже в роли дирижёра. Наиболее важным автором в репертуаре Ансамбля Матеус является Антонио Вивальди (записаны уже четыре диска, в том числе «Неистовый Роланд», получивший премию Виктуар де ля мюзик за лучшую запись старинной музыки). 2006—2007 гг. были ознаменованы наступлением моцартовского этапа в карьере Спинози: он дирижировал, в частности, «Реквиемом» и «Волшебной флейтой». В начале 2010-х гг. занимался творчеством Джоакино Россини — в частности, дирижировал «Графом Ори» в Театре Ан дер Вин, «Отелло» и «Золушкой» на Зальцбургском фестивале — во всех случаях с Чечилией Бартоли в главных партиях.

## Признание
Кавалер Ордена искусств и литературы (2006).